# Valentina Kachouba
Valentina Kachouba (14 mai 1898 - janvier 1997), également connue sous le nom de Valentine Kashuba, est une danseuse classique russe, membre de la compagnie des Ballets russes de Serge Diaghilev de 1916 à 1921. Ses souvenirs et ses photographies sont considérés comme particulièrement précieux en tant que mémoire du ballet et de ses membres.

## Jeunesse

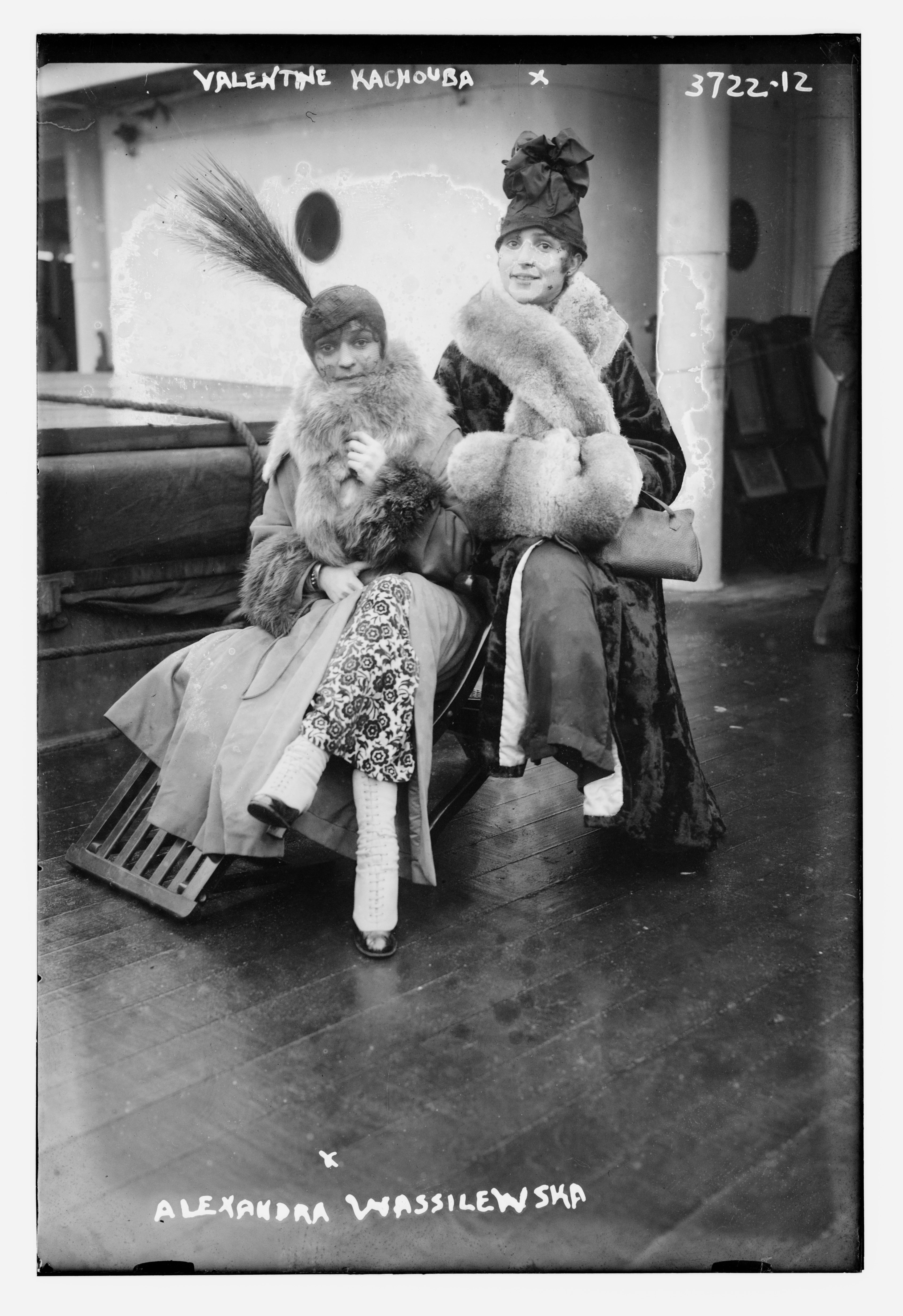
Valentina Kachouba et Alexandra Wassilewska, 1916.

Valentina  Kachouba serait originaire de Moscou, et décrite comme la fille d'un officier de la garde impériale et d'une princesse persane de Samarcande.

## Carrière
Valentina  Kachouba fait partie des Ballets russes lors de sa tournée avec Sergei Diaghilev en 1916,. Les autres danseurs de la troupe de l'époque sont Xenia Makletzova, Lydia Sokolova, Léonide Massine, Adolph Bolm, Enrico Cecchetti, Nicolas Zverev, Flore Revalles, Lydia Lopokova et Ekaterina Galanta,.
En 1917, elle interprète le rôle principale de La Princesse des Contes Russes, chorégraphie de Léonide Massine sur une musique d'Anatoli Liadov, créé au théâtre du Châtelet à Paris. Parmi ses amis se trouvent Vaslav Nijinski, Bronislava Nijinska, Picasso, Artur Rubinstein, Cocteau qui lui a offert un de ses autoportraits, Manuel de Falla, etc.
En 1918, elle fait partie de la troupe de Salvatore Salvati en tournée au Pérou, où elle prononce un discours impromptu sur la Russie lors des célébrations de l'armistice à Lima.
En 1919, Elle rejoint la compagnie d'Anna Pávlova,.
Elle travaille pour les Ballets russes jusqu'à leur disparition en 1929, puis commence ensuite une carrière solo en imitant Isadora Duncan.
Valentina  Kachouba danse à New York en 1926, sur des inspirations astrologiques et mystiques, ou "prédications plastomimiques", comme elle décrit son travail. "Je ne danserais que dans une atmosphère solennelle", promet-elle, écartant les salles de vaudeville, "un observatoire, une salle de conférence, un temple ou, peut-être, quelque chose que je construirais moi-même". Elle danse au Metropolitan Opera House en 1929, dans Les Noces de Stravinsky, sous la direction de Leopold Stokowski, avec d'autres interprètes dont Aaron Copland, Nina Koshetz et Sophie Braslau (en). En 1931 et 1932, elle est présente dans les spectacles caritatifs au Madison Square Garden, tous deux au profit du Judson Health Center (en).
En 1934, elle fait les costumes pour les ballets russes de Monte-Carlo de Léonide Massine,.
Pendant la Seconde Guerre mondiale, elle travaille par obligation comme interprète pour les nazis en Ukraine. Elle s'enfuie à Paris et est dénoncée comme une espionne russe.
Elle s'installe à Madrid fin 1948. Elle enseigne le ballet et produit des spectacles de danse ; elle conçoit également des costumes et des décors de ballet.
En 1979, Kachouba donne une interview d'histoire pour les archives audio sur la danse de la New York Public Library. En 1989, elle est interviewée comme l'un des derniers membres de la distribution du dernier ballet perdu de Vaslav Nijinski : Till l'Espiègle,,. La même année, ses photographies des Ballets Russes sont publiées.
Kachouba est morte en 1997, à l'âge de 98 ans, à Madrid.

## Vie privée
Elle a été mariée trois fois, dont une fois avec Leo Kovanko.

## Crédit d'auteurs
- (en) Cet article est partiellement ou en totalité issu de l’article de Wikipédia en anglais intitulé « Valentina Kachouba » (voir la liste des auteurs).